# Perché le scimmie vivono sugli alberi
Perché le scimmie vivono sugli alberi è un racconto popolare Ewe proveniente dall'attuale Ghana sudorientale, dal Togo meridionale e dal Benin sudoccidentale, che appartiene al genere delle storie narrate per divertire, che non nascondono un finale elaborato con intenti moraleggianti.
Talvolta questo genere è stato influenzato dalla cultura europea e islamica, però i racconti a fine di intrattenimento e di divertimento si sono africanizzati, basti pensare ai contesti nei quali vengono raccontati ed alle loro modalità espressive e narrative (ad esempio la figura chiave del cantastorie).

## Trama
È la storia di un gatto selvatico che, essendo stanco per la faticosa caccia quotidiana e pieno di pulci, chiede alla scimmia di aiutarlo a spulciarsi. Però la scimmia è birichina e, non appena il gatto si addormenta, gli lega la coda all'albero, creando sconcerto al gatto quando si risveglia. Il gatto cerca allora di vendicarsi e di saltare addosso alla scimmia che però salta tempestivamente sugli alberi e da lì non si muove più.